# 다이글리세라이드
다이글리세라이드(영어: diglyceride)는 1분자의 글리세롤에 2분자의 지방산이 에스터 결합을 통해 연결된 글리세라이드의 부류이다. 다이아실글리세롤(영어: diacylglycerol, DAG)이라고도 한다. 1,2-다이아실글리세롤과 1,3-다이아실글리세롤의 두 가지 형태가 있다. 다이글리세라이드는 계면활성제로 작용할 수 있으며, 일반적으로 가공 식품에서 유화제로 사용된다. 다이글리세라이드가 풍부한 기름(특히 1,3-다이아실글리세롤)은 체지방 축적을 억제하는 능력으로 인해 지방 대체물로서 광범위하게 연구되었다. 1990년대 후반에 출시된 이후 2009년까지 일본에서 연간 약 2억 달러(USD)의 총 매출을 기록했다.

## 생산
다이글리세라이드는 많은 종자유들의 미량 성분이며 일반적으로 약 1~6%로 존재하는 데, 면실유의 경우 최대 10%까지 존재한다. 산업적 생산은 주로 트라이글리세라이드와 글리세롤 사이의 글리세롤 분해 반응에 의해 이루어진다. 이를 위한 원료는 식물성 기름 또는 동물성 지방이 될 수 있다.

## 식품 첨가물
일반적으로 모노글리세라이드(E471)와 혼합된 다이글리세라이드는 유화제로 주로 사용되는 일반적인 식품 첨가물이다. 전체 지방, 포화 지방 및 트랜스 지방에 대한 영양성분표에 제공되는 값에는 모노글리세라이드 및 다이글리세라이드의 존재값이 포함되지 않는다. 다이글리세라이드는 보통 베이커리 제품, 음료, 아이스크림, 땅콩 버터, 껌, 쇼트닝, 휘핑 토핑, 마가린, 과자 및 프링글스와 같은 일부 스낵 제품에 포함되어 있다.

## 생물학적 기능

### 단백질 키네이스 C의 활성화

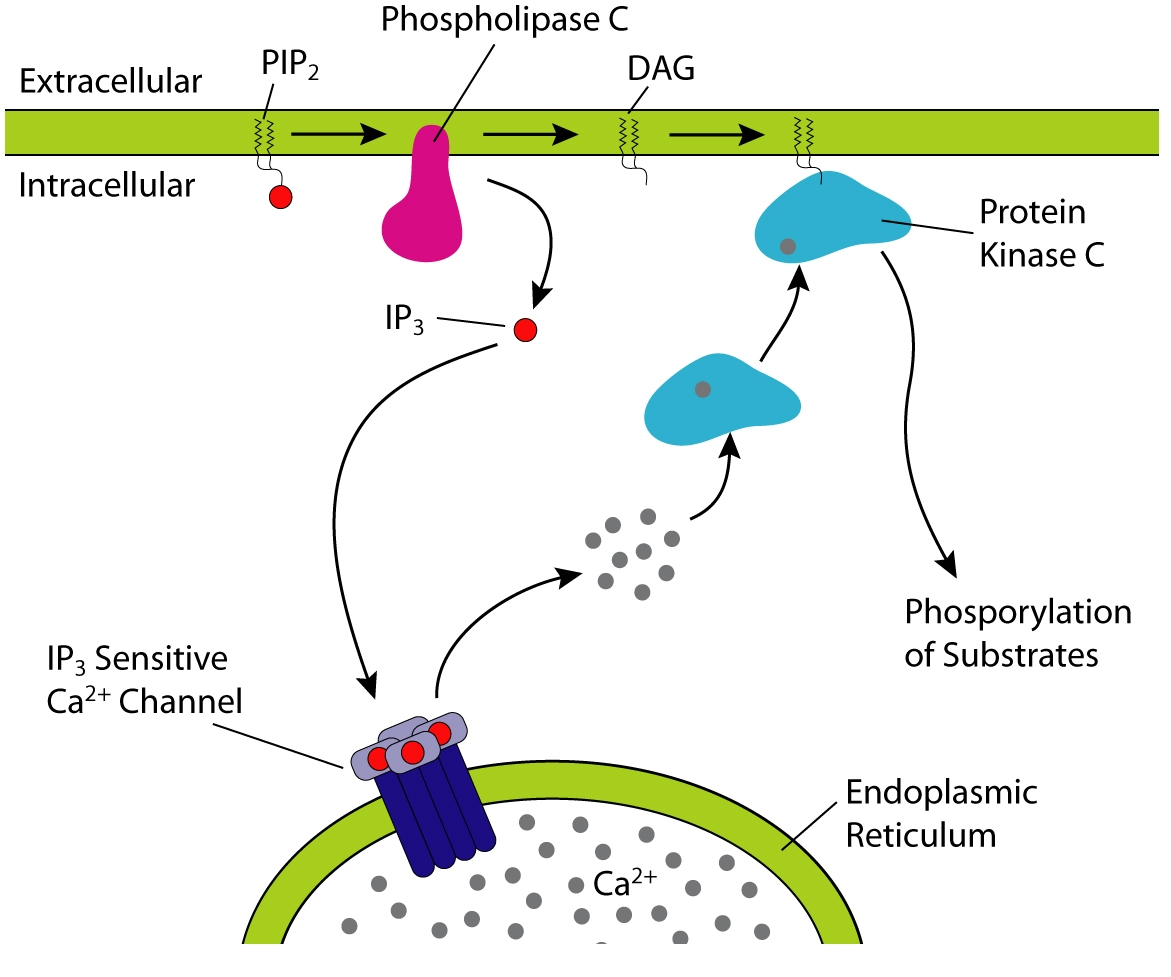
포스파이노시톨 4,5-이중인산(PIP_{2})의 이노시톨 1,4,5-삼중인산(IP_{3}) 및 다이아실글리세롤(DAG)로의 절단은 세포 내 칼륨 방출 및 단백질 키네이스 C(PKC)의 활성화를 개시한다. 참고로 인지질가수분해효소 C(포스포라이페이스 C, PLC)는 이미지에서 혼동할 수 있는 것처럼 중간생성물이 아니며, 실제로 IP_{3}/DAG 분리를 촉매한다.

생물학적 신호전달에서 다이아실글리세롤(DAG)은 2차 전령 신호전달 지질로 기능하며, 인지질가수분해효소 C(PLC) (막 결합 효소)에 의한 인지질인 포스파티딜이노시톨 4,5-이중인산(PIP2)의 가수분해 산물이며, 같은 반응에서 이노시톨 1,4,5-삼중인산(IP3)이 생성된다. 이노시톨 1,4,5-삼중인산은 세포질로 확산되지만, 다이아실글리세롤은 소수성이기 때문에 원형질막 내에 남아 있게 된다. 이노시톨 1,4,5-삼중인산은 매끈면 소포체로부터 칼슘 이온의 방출을 촉진하며, 다이아실글리세롤은 단백질 키네이스 C(PKC)의 생리적 활성인자이다. 막에서 다이아실글리세롤의 생성은 세포질로부터 원형질막으로 단백질 키네이스 C의 전위를 촉진한다.

### Munc-13의 활성화
다이아실글리세롤은 시냅스 이전 프라이밍 단백질 패밀리인 Munc-13과의 상호작용을 통해 소포 방출에 대한 흥분성 작용의 일부에 관여하는 것으로 나타났다. Munc-13의 C1 도메인에 대한 다이아실글리세롤의 결합은 시냅스 소포의 융합 능력을 증가시켜 방출을 촉진한다.
종양 촉진 화합물인 포볼 에스터는 다이아실글리세롤을 모방한 것이다.

### 기타
단백질 키네이스 C를 활성화하는 것 외에도 다이아실글리세롤은 다음과 같이 세포에서 여러 가지 다른 기능들을 수행한다.
- 프로스타글란딘의 공급원
- 엔도칸나비노이드인 2-아라키도노일글리세롤의 전구체
- 일시적 수용체 전위 표준 양이온 통로의 서브패밀리의 활성화제, TRPC 3/6/7.

## 물질대사

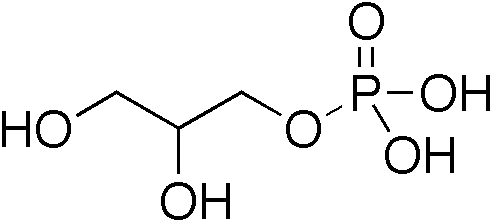
글리세롤 3-인산의 구조

다이아실글리세롤의 합성은 해당과정(보통 간 또는 지방 조직 세포의 세포질에서)의 산물인 다이하이드록시아세톤 인산으로부터 주로 유도되는 글리세롤 3-인산에서 시작된다. 글리세롤 3-인산은 먼저 아실-CoA로 아실화되어 리소포스파티드산을 형성한 다음, 다른 아실-CoA 분자로 아실화되어 포스파티드산을 생성한다. 그런 다음 포스파티드산은 탈인산화되어 다이아실글리세롤을 형성한다.
식이 지방은 주로 트라이글리세라이드로 구성된다. 트라이글리세라이드는 소화계에 의해 흡수될 수 없기 때문에 트라이글리세라이드는 먼저 모노아실글리세롤, 다이아실글리세롤 또는 유리 지방산으로 효소적으로 분해되어야 한다(보다 자세한 내용은 지방산의 식이 공급원, 소화, 흡수, 혈액 내 수송 및 저장을 참조). 다이아실글리세롤은 트라이아실글리세롤(트라이글리세라이드)의 전구체로, 다이아실글리세롤 O-아실기전이효소의 촉매 작용 하에 다이아실글리세롤에 지방산이 결합되어 형성된다.
다이아실글리세롤은 포스파티드산을 통해 합성되기 때문에 일반적으로 글리세롤의 1번 탄소 위치에 포화 지방산이 결합되고 2번 탄소 위치에 불포화 지방산이 결합된다.
다이아실글리세롤은 다이아실글리세롤 키네이스에 의해 포스파티드산으로 인산화될 수 있다.

## 인슐린 저항성
다이아실글리세롤에 의한 단백질 키네이스 C 세타(PKC-θ)의 활성화는 IRS1-관련 PI3K 활성을 감소시켜 근육에서 인슐린 저항성을 유발할 수 있다. 유사하게 다이아실글리세롤에 의한 단백질 키네이스 C 입실론(PKCε)의 활성화는 간에서 인슐린 저항성을 유발할 수 있다.

## 같이 보기
- 지방산의 식이 공급원, 소화, 흡수, 혈액 내 수송 및 저장
- 지질
- 글리세라이드
- 모노글리세라이드
- 트라이글리세라이드